# The Rods
Pour les articles homonymes, voir Rod.
The Rods est un groupe américain de punk hardcore, originaire de Cortland, New York.

## Histoire
Le groupe est formé en 1980 par David « Rock » Feinstein (guitare, chant) (né en 1947), Steven Starmer (basse, chant), et Carl Canedy (batterie, chant). Après le premier album, Starmer est remplacé par Garry Bordonaro. Feinstein se fait connaître du grand public après avoir joué dans Elf avec son cousin Ronnie James Dio. Le son des Rods différait considérablement de celui d'Elf, adoptant un son heavy metal plus traditionnel comparé au son boogie-rock qu'Elf préférait.
Leur premier album sort indépendamment sous le nom de Rock Hard en 1980 et l'année suivante, le groupe est signé par Arista Records, qui réorganisera les pistes de l'album et le publiera sous le simple titre The Rods. Leur deuxième album, Wild Dogs, sort en 1982, et est réédité en 2004.
Le troisième album des Rods, sort en 1983, s'intitule In the Raw. En 1984, Canedy et Bordonaro jouent sur l'album Out of the Darkness de Jack Starr avec Rhett Forrester de Riot et Gary Driscoll de Rainbow. Puis en 1984, les Rods sortent leur quatrième album studio Let them Eat Metal et enregistrent l'album The Rods Live. Leur album Heavier than Thou sort en 1986. Un album est également sorti la même année, intitulé Hollywood, sous le nom de Canedy, Feinstein, Bordonaro and Caudle (tous les membres du groupe). Rick Caudle assure le chant sur cet album, Feinstein ne jouant que de la guitare. À la suite des mauvaises ventes de leurs deux derniers albums, le groupe se sépare.
Canedy est également producteur de groupes de heavy metal et compte parmi ses réalisations Armed and Dangerous et Spreading the Disease d'Anthrax, Violence and Force d'Exciter, Feel the Fire d'Overkill, Beyond the Gates de Possessed et Love 'Em and Leave 'Em de Roxx Gang.
En 2008, les Rods annoncent qu'ils se reformaient avec le line-up de Feinstein, Bordonaro et Canedy, et en août 2008, ils jouent au Metal Rock Fest à Lillehammer, en Norvège. L'album Vengeance sort en 2011 avec des critiques positives,, et The Brotherhood of Metal sorti en 2019.

## Discographie

### Albums studio
- 1980 : Rock Hard
- 1982 : Wild Dogs
- 1983 : In the Raw
- 1984 : Let Them Eat Metal (indexé en 1985 à cause de sa couverture[13], mais l'indexation a expiré entre-temps[14])
- 1986 : Heavier than Thou
- 2011 : Vengeance
- 2019 : Brotherhood of Metal

### Albums live
- 1984 : Live

### EP
- 1981 : Full Throttle EP

### Singles
- 1980 : Crank It Up
- 1981 : Nothing Going on in the City
- 1982 : Power Lover
- 1982 : Too Hot to Stop
- 1982 : You Keep Me Hangin' on

### Singles promotionnels
- 1987 : Crossfire